# عمر والکات
عمر والکات (انگلیسی: Omar Walcott؛ زادهٔ ۲۴ ژوئیهٔ ۱۹۶۵) بازیکن بسکتبال اهل ونزوئلا بود.
از باشگاه‌هایی که در آن بازی کرده‌است می‌توان به باشگاه بسکتبال ساسکی باسکونیا اشاره کرد.